# Péplum
Péplum este un roman în limba franceză a autoarei belgiene Amélie Nothomb. A fost publicat pentru prima dată în 1996 de către Éditions Albin Michel. 
Acest roman futurist este prezentat ca o autobiografie. O tânără scriitoare pe nume A.N. este adusă la spital pentru o operație minoră. La trezire, se găsește într-o cameră necunoscută, foarte diferită de camera ei de spital. Apoi se întâlnește cu Celsius, un om de știință misterios, care explică că între operația ei și timpul în care s-a trezit au trecut 585 de ani și acum este anul 2580. Un dialog are loc între tânăra romancieră și omul de știință din viitor, iar ei discută despre numeroase subiecte, precum penuria resurselor energetice, sistemele politice, autorii clasici, precum și filozofia și „marele război al secolului XXI”.